# Hamlet (Indiana)
Pour les articles homonymes, voir Hamlet (homonymie).
Hamlet est une commune du comté de Starke, situé dans l'Indiana, aux États-Unis. Sa population était de 800 habitants au dernier recensement.